# Antikoagulation
Die Gabe eines Medikamentes zur Hemmung der Blutgerinnung wird als Antikoagulation (griechisch ἀντί anti „gegen“ und lateinisch coagulatio „Zusammenballung, Gerinnung“) bezeichnet. Das eingesetzte Medikament wird Antikoagulans (Gerinnungshemmer, Antikoagulantium, Antithrombotikum; Mehrzahl: Antikoagulanzien, veraltet: Antikoagulantien) genannt. Die Wirkung beruht auf einer Beeinflussung der plasmatischen Gerinnung, das heißt der Gerinnungsfaktoren im Plasma. Es werden direkte Antikoagulanzien, die direkt Gerinnungsfaktoren hemmen, von indirekten Antikoagulanzien unterschieden, welche entweder einen Kofaktor zur Gerinnungshemmung benötigen oder die Synthese der Gerinnungsfaktoren hemmen. Typische Vertreter der direkten Antikoagulanzien sind Hirudin und die auch als direkte orale Antikoagulanzien (DOAK) (synonym neue orale Antikoagulanzien, NOAK) bezeichneten Wirkstoffe wie Apixaban, Dabigatran, Edoxaban und Rivaroxaban. Klassische Vertreter der indirekten Antikoagulanzien sind die Vitamin-K-Antagonisten Phenprocoumon, Acenocumarol oder Warfarin sowie die Heparine.
Von den Antikoagulanzien abzugrenzen sind die Thrombozytenaggregationshemmer wie Acetylsalicylsäure (ASS), Clopidogrel, Prasugrel und Ticagrelor. Diese hemmen die Blutplättchen beim Verklumpen.
Die umgangssprachliche Bezeichnung Blutverdünner ist sowohl für die Antikoagulanzien als auch für die Thrombozytenaggregationshemmer irreführend, da diese Mittel nicht die Konzentration roter Blutkörperchen vermindern, das Blut auch nicht dünnflüssiger im Sinne einer geringeren Viskosität machen, sondern dessen Gerinnungsfähigkeit herabsetzen. Eine tatsächliche Blutverdünnung stellt die Hämodilution dar, ein Verfahren zur gezielten Herabsetzung des Hämatokrits, z. B. durch Infusion von Flüssigkeiten.

## Gründe für eine Antikoagulation
Eine Gerinnungshemmung wird bei Erkrankungen oder Zuständen nötig, bei denen eine Neigung zur Bildung von Blutgerinnseln (Thromben) vorliegt. Durch die Gabe von Gerinnungshemmern können Thrombosen oder Embolien in den Arterien oder in den Venen vermieden werden. Der zweite Grund für eine Behandlung mit Gerinnungshemmern ist die Behandlung von bereits vorhandenen Thrombosen oder Embolien.

### Vorbeugend (prophylaktische Indikation)
Vor, während und nach Operationen sowie bei Bettlägerigkeit aus anderer Ursache werden häufig Antikoagulanzien zur Vermeidung von Thrombosen und Lungenembolien eingesetzt. Auch bei Herzkathetereingriffen und der Blutentnahme zur Stammzellapherese sowie (außerhalb des menschlichen Körpers) in Schlauchsystemen (Dialyse, Herz-Lungen-Maschine) oder Bluttransportröhrchen ist oft eine Hemmung der Blutgerinnung erforderlich.

### Zur Behandlung (therapeutische Indikation)
Auch viele therapeutischen Antikoagulationen haben prophylaktische Indikationen, indem sie die Bildung von Thromben (Blutgerinnseln) verhindern sollen, die von ihrem Entstehungsort weggespült werden und an anderen Stellen embolische Gefäßverschlüsse verursachen können.
Häufigster Grund für eine therapeutische Antikoagulation ist das nicht-valvuläre Vorhofflimmern oder -flattern. Bei dieser Herzrhythmusstörung besteht ein erhöhtes Embolierisiko, insbesondere für Schlaganfälle durch Hirnembolie, das bei vielen Patienten durch die Gerinnungshemmung gesenkt werden kann. Zweithäufigster Grund sind Thrombosen (meist der Beinvenen). Hier soll die Antikoagulation in der Akutphase die weitere Ausdehnung der Thrombose und später ein Wiederauftreten (Rezidiv) verhindern. Während die Behandlung bei den meisten Patienten nach einer Thrombose nur für einige Monate erforderlich ist, kann in einzelnen Fällen (z. B. bei wiederholten Thrombosen oder angeborenen Störungen der Blutgerinnung wie APC-Resistenz) eine lebenslange Antikoagulation erforderlich sein. Hier können Spezialsprechstunden zum Thema Gerinnung an großen Kliniken und Zentren den Patienten wichtige Empfehlungen geben. Patienten nach Herzklappenoperation benötigen immer eine Antikoagulation, bei biologischen Klappenprothesen oft nur für einige Wochen oder Monate, bei Kunstklappen aber in der Regel lebenslang.
Seltenere Gründe für eine Antikoagulation können eine fortgeschrittene Arteriosklerose (z. B. koronare Herzerkrankung, periphere arterielle Verschlusskrankheit oder Verengung der Halsschlagader), ein Herzwandaneurysma oder eine untypische Hämodynamik (z. B. nach Palliativ-OP bei angeborenem Herzfehler) sein.

## Gerinnungshemmung und Blutungsrisiko
Das wesentliche Risiko einer medikamentösen Gerinnungshemmung ist die Blutungsgefahr. Patienten, die dauerhaft Gerinnungshemmer einnehmen, bluten länger. Sie neigen zu Hämatomen und haben ein höheres Risiko für Blutungen aus dem Urogenital- oder Magen-Darm-Trakt. Besonders gefürchtet ist die Hirnblutung. Blutungen unter Antikoagulantien-Therapie treten oft nach einem Trauma aber auch spontan auf. Je intensiver die Gerinnungshemmung ist (hohe Antikoagulantien-Dosis oder Kombination mehrerer Gerinnungshemmer), desto größer ist die Gefahr einer Blutung. Es gibt zudem patientenseitige Faktoren, die das Blutungsrisiko erhöhen.
Nach dänischen Registerdaten beträgt die Häufigkeit von Blutungen, die eine Krankenhausaufnahme erforderlich machen, unter einer neu begonnenen antithrombotischen Therapie bei Patienten nach Herzinfarkt insgesamt 4,6 % über 1,3 Jahre. Dabei ist das Risiko bei den verschiedenen Antithrombotika bzw. deren Kombinationen unterschiedlich groß:
| Art der Gerinnungshemmung                               | Blutungswahrscheinlichkeit (über 1,3 Jahre) |
| ------------------------------------------------------- | ------------------------------------------- |
| einfache Thrombozytenfunktionshemmung mit ASS           | 2,6 %                                       |
| doppelte Thrombozytenfunktionshemmung (ASS+Clopidogrel) | 3,7 %                                       |
| orale Antikoagulation mit Vitamin K-Antagonist          | 4,3 %                                       |
| Kombination ASS+Vitamin K-Antagonist                    | 5,1 %                                       |
| Dreifach-Therapie: ASS+Clopidogrel+Vitamin K-Antagonist | 12 %                                        |

Rechnet man zu diesen Zahlen noch die Blutungen hinzu, die nicht im Krankenhaus behandelt werden müssen, dann muss etwa einer von fünf Patienten mit oralen Antikoagulantien jedes Jahr mit einer Blutungskomplikation rechnen. So wurden in der RE-LY-Studie, in der der Vitamin K-Antagonist Warfarin mit zwei verschiedenen Dosen des Thrombininhibitors Dabigatran bei der Indikation Vorhofflimmern verglichen wurde, jährliche Blutungsraten (major- und minor-Blutungen) von 13,6 % (2 × 110 mg Dabigatran), 16,4 % (2 × 150 mg Dabigatran) und 18,1 % (Warfarin) gefunden. Es besteht demnach hinsichtlich der Blutungswahrscheinlichkeit ein klarer Zusammenhang zwischen der verwendeten Dosis und bei den Vitamin K-Antagonisten der Güte der INR-Einstellung.
Zur Abschätzung des Blutungsrisikos werden zudem verschiedene Risikoscores verwendet, so z. B. der HAS-BLED Score oder der HEMORR2HAGES Score.
|        |                                   | HAS-Bled-Score (ESC guidelines 2010)                                                        |        |
| Ziffer | Bedeutung                         | Klinik                                                                                      | Punkte |
| ------ | --------------------------------- | ------------------------------------------------------------------------------------------- | ------ |
| H      | Hypertension                      | Hypertonie (RR systolisch über 160 mmHg)                                                    | 1      |
| A      | Abnormal renal and liver function | Schwere Leber-/Nierenfunktionstörung (je 1 Punkt)                                           | 1–2    |
| S      | Stroke                            | Schlaganfall in der Vorgeschichte                                                           | 1      |
| B      | Bleeding                          | stattgehabte Blutung oder Blutungsneigung                                                   | 1      |
| L      | Labile INRs                       | labile Einstellung (<60 % der INR-Werte im Zielbereich)                                     | 1      |
| E      | Elderly                           | Alter über 65 Jahre                                                                         | 1      |
| D      | Drugs or alcohol                  | Drugs (engl.: Medikamente/Drogen) wie Nichtsteroidale Antirheumatika oder Alkoholmissbrauch | 1–2    |

Ab einem Score von 3 besteht eine erhöhte Blutungsgefahr, die eine besondere Vorsicht bei der Verordnung von Antikoagulanzien (Auswahl der Substanzen, ggf. Dosisreduktion) und deren Überwachung (regelmäßige Hausarztkonsultationen und Laborkontrollen) erfordert. Kritiker weisen darauf hin, dass mehr als die Hälfte der Komplikationen unter Antikoagulantien-Therapie auf Fehler im Medikationsmanagement zurückführbar sind. Die häufigsten Medikationsfehler sind eine Missachtung von Arzneimittelinteraktionen, die Behandlung mit einem für den Patienten ungeeigneten Gerinnungshemmer, eine unzuverlässige Medikamenteneinnahme (Therapie-Adhärenz), unzureichende Therapieüberwachung, fehlerhafte Indikation und Dosierung und Informationsabbrüche zwischen den behandelnden Ärzten.

## Nutzen/Risiko-Abwägung
Wenn man sich zu einer Therapie mit Gerinnungshemmern entscheidet, dann muss dem Blutungsrisiko ein angemessener therapeutischer Nutzen gegenüberstehen. So führt die orale Antikoagulation bei Patienten mit Vorhofflimmern zu einer Verminderung des Schlaganfallrisikos um mehr als 60 %. Wenn ein Patient ein hohes Schlaganfall-Risiko hat, z. B. 6 % pro Jahr (Abschätzung beispielsweise mittels CHA2DS2-VASc Score), dann kann das Risiko, unter einer antithrombotischen Therapie eine bedeutsame Blutung zu haben, deutlich geringer sein als der resultierende Nutzen. Patienten sollten daher den potentiellen Nutzen der Therapie ebenso kennen wie das Risiko. Die Behandlungsleitlinien der Europäischen Gesellschaft für Kardiologie (ESC) zum Vorhofflimmern empfehlen daher auch, alle Aspekte einer Therapie mit Gerinnungshemmern mit den Patienten zu besprechen, um dann zu einer partizipativen Entscheidung (engl.: shared decision-making) und einer informierten Einwilligung (engl.: informed consent) zu kommen.

## Medikamente und wesentliche Eigenschaften
Die Medikamente lassen sich nach dem Wirkprinzip in direkte und in indirekte Antikoagulanzien einteilen. Eine weitere Einteilung kann nach der Applikationsart in oral applizierbare und nicht oral applizierbare Antikoagulanzien erfolgen.

### Indirekte Antikoagulanzien
Indirekte Antikoagulanzien hemmen die plasmatische Gerinnung nicht direkt.

#### Cumarine (Vitamin-K-Antagonisten)
Die sogenannte orale Antikoagulation mit Cumarinen (Wirkstoffe: Phenprocoumon, Acenocumarol, Warfarin) wirkt durch eine Verarmung der Vitamin-K-abhängigen Gerinnungsfaktoren II, VII, IX und X (Eselsbrücke 1972). Diese werden nicht mehr ausreichend gebildet und die Blutungszeit verlängert sich. Der Effekt lässt sich anhand der Blutungszeiten messen. Heute anhand einer Bestimmung der INR (früher Quickwert). Das Ausmaß der Gerinnungshemmung hängt nicht nur von der eingenommenen Dosis, sondern auch von der Ernährung und dem Stoffwechsel des Patienten ab. Vitamin-K-reiche Lebensmittel wie z. B. Grünkohl oder Broccoli können zu einer Abschwächung der Cumarin-Wirkung führen. Außerdem unterliegen Cumarine im Körper einer umfangreichen Verstoffwechselung. Sie werden sowohl bei der Aufnahme in als auch bei der Elimination aus dem Körper durch eine Vielzahl von Enzymen verändert. Durch eine individuell unterschiedlich starke Aktivität dieser Enzyme (slow, fast, ultrafast Metabolizer) ist der Cumarin-Bedarf eines Patienten nicht vorhersehbar. Der Therapiebeginn erfolgt daher langsam, unter ständigen INR-Kontrollen. Wenn die Ziel-INR erreicht ist, wird eine Erhaltungsdosis festgelegt, die in einem Gerinnungsausweis notiert wird. Manche Patienten benötigen nur 2 Tabletten pro Woche, andere 8. Eine weitere Störgröße sind Arzneimittelinteraktionen. Viele Komedikamente einschließlich Phytopharmaka beeinflussen direkt und indirekt die Wirkung von Cumarinen. Die wichtigsten Interaktionen sind in den jeweiligen Fachinformationen aufgelistet.
Die orale Antikoagulation mit Cumarinen erfolgt in Form einer regelmäßigen Tabletteneinnahme. Die Dosis wird durch die behandelnden Ärzte festgelegt. Je höher die INR, desto intensiver ist die Antikoagulation. Manche Indikationen benötigen eine weniger starke Gerinnungshemmung (z. B. INR 2–3, bei nicht valvulärem Vorhofflimmern), andere eine wesentlich stärkere (z. B. INR 3,5–4 bei bestimmten künstlichen Herzklappen). Je höher die INR, desto höher das Blutungsrisiko und je schwankender die INR-Einstellung, desto höher ist das Komplikationsrisiko der Therapie (Thrombosen, Embolien und Blutungen). Bei zuverlässigen Patienten sollte die INR-Überwachung daher in Form des Gerinnungsselbstmanagements nach einer entsprechenden Schulung auf den Patienten übertragen werden. Die notwendigen Testgeräte werden unter bestimmten Voraussetzungen von den Krankenkassen bezahlt. Dies erlaubt den Patienten eine eigenverantwortliche Festlegung der richtigen Dosierung.
Bei etwa einem Drittel der Patienten gibt es jedoch Probleme mit der Cumarinbehandlung. Die INR wechselt stark, die Einnahme erfolgt unzuverlässig oder die Patienten stürzen häufiger oder haben spontane Hämatome. Dies führt oft dazu, dass die Therapie aus Sicherheitsgründen abgebrochen oder erst gar nicht begonnen wird, obwohl die Patienten einen großen Nutzen hätten. Ein weiteres Problem ist, dass die Wirkung der Cumarine über mehrere Tage anhält, was bei Blutungen oder Operationen sehr nachteilig sein kann. In diesem Fall kann Vitamin K zugeführt werden. Es kommt dann innerhalb mehrerer Stunden zu einer Normalisierung der Gerinnung. Bei der Vitamin-K-Gabe handelt es sich jedoch nicht im klassischen Sinne um ein Cumarin-Antidot. Im Notfall können zudem die fehlenden Gerinnungsfaktoren (z. B. Prothrombinkomplex) infundiert werden.

#### Heparine
Bei den ausschließlich parenteral applizierbaren Heparinen handelt es sich um Glykosaminoglykane, deren gerinnungshemmende Wirkung auf eine Aktivitätssteigerung von endogenem Antithrombin zurückzuführen ist. Antithrombin führt zu Inaktivierung des gerinnungsfördernden Faktors Xa. Nach der molaren Masse kann zwischen unfraktioniertem Heparin (UFH) und niedermolekularem Heparin (NMH) unterschieden werden. Während unfraktioniertes Heparin zusätzlich die Inaktivierung des ebenfalls gerinnungsfördernden Thrombins beschleunigt, verlieren niedermolekulare Heparine unter einer Molmasse von 5400 u diese Fähigkeit.
Die Molmasse beeinflusst die Pharmakokinetik der einzelnen Substanzen. Im Allgemeinen gilt, dass mit abnehmender Molmasse die Bioverfügbarkeit und die Halbwertszeit zunehmen. Zudem unterscheidet sich die laborchemische Überprüfbarkeit der Wirkung aufgrund der genannten Wirkmechanismen. Während die Wirkung von unfraktioniertem Heparin durch die Bestimmung der partiellen Thromboplastinzeit getestet werden kann, können niedermolekulare Heparine nur über die Anti-Faktor-Xa-Aktivität überprüft werden. Die Gabe von fraktioniertem Heparin wirkt sich somit nicht auf die INR aus.
Unfraktioniertes Heparin wird subkutan 2–3 Mal täglich oder, dann meist als Dauerinfusion, intravenös appliziert. Die Halbwertszeit liegt bei 30 bis 60 Minuten. Die Wirkung von unfraktioniertem Heparin lässt schnell nach und kann durch Protamin rasch wieder aufgehoben werden.
Niedermolekulare (= fraktionierte) Heparine werden aus unfraktioniertem Heparin gewonnen. Vertreter dieser Gruppe sind Certoparin, Dalteparin, Enoxaparin, Nadroparin, Reviparin und Tinzaparin. Je nach Indikation und Präparat werden Heparine 1–2 mal täglich subkutan appliziert. Die Wirkung kann je nach eingesetztem NMH-Präparat kurzfristig durch Protamin zu 50 bis 85 % aufgehoben werden.

### Direkte orale Antikoagulanzien (DOAK oder DOAKs)
Direkte orale Antikoagulanzien (DOAK) wurden früher auch als neue orale Antikoagulanzien (NOAK) bezeichnet. Nachdem sie mittlerweile aber routinemäßig angewendet werden, soll besser der Name Direkte orale Antikoagulanzien verwendet werden, da durch diese Nomenklatur auch der von der Gruppe der Cumarine abweichende Wirkmechanismus explizit betont wird. Diese Medikamente greifen direkt in die Gerinnungskaskade ein und hemmen auf direktem Weg einzelne Gerinnungsfaktoren. Derzeit sind direkte Hemmer des Stuart-Prower-Faktors (Gerinnungsfaktor Xa) und des Thrombins (Gerinnungsfaktor IIa) auf dem Markt.

#### Faktor Xa-Hemmer
- Apixaban – Handelsname Eliquis
- Betrixaban – in Europa nicht zur Behandlung zugelassen[11]
- Edoxaban – Handelsname Lixiana
- Rivaroxaban – Handelsname Xarelto

#### Faktor IIa-Hemmer
- Dabigatranetexilat – Handelsname Pradaxa
- Ximelagatran wurde im Februar 2006 wegen Leberschäden weltweit vom Markt genommen.

DOAK ersetzen zunehmend die Cumarine. Sie haben den praktischen Vorteil, dass die Gerinnungswerte nicht regelmäßig kontrolliert werden müssen. Die Patienten nehmen einmal (Rivaroxaban, Edoxaban) oder zweimal täglich (Dabigatran, Apixaban) eine Fixdosis ein. Nachteile sind ihr deutlich höherer Preis (ca. 15-mal höher als bei Phenprocoumon) und dass durch die nicht erforderlichen INR-Kontrollen Informationen über die Intensität der antithrombotischen Therapie fehlen, die Therapie also gewissermaßen blind erfolgt. Auch fallen die regelmäßigen Hausarztbesuche zur INR-Kontrolle weg und damit verbunden die klinischen Kontrollen.
In den meisten Studien zeigte sich, dass durch DOAK Schlaganfälle etwa gleich effektiv reduziert werden können wie mit Cumarinen bei insgesamt etwas weniger Blutungskomplikationen, insbesondere Hirnblutungen. In diesen Studien wurde jedoch ein in Deutschland und Österreich unübliches Cumarin verwendet (Warfarin) und die Güte der INR-Einstellung war unbefriedigend (kaum Selbstmanagement). Das könnte das Ergebnis zu Gunsten der DOAK verzerrt haben. Aus Sicht der Arzneimittelkommission der Deutschen Ärzteschaft (AkdÄ) ergibt sich daher für Patienten mit Vorhofflimmern, die mit einem Cumarin gut zu behandeln sind, kein Vorteil aus einer Therapie mit einem DOAK. DOAK sind demnach eine wertvolle Option bei spezifischen Kontraindikationen gegen Cumarine, bei einem erhöhten Risiko für Cumarin-spezifische Arzneimittelinteraktionen, stark schwankenden INR-Werten oder wenn eine regelmäßige Kontrolle des INR-Wertes aus nachvollziehbaren Gründen schwierig ist. Für Patienten mit mechanischen Herzklappen sind DOAK nicht zugelassen, sondern nach wie vor ausschließlich Vitamin-K-Antagonisten.
Bei der Auswahl des DOAK sollten allein medizinische Aspekte wie Begleiterkrankungen, Komedikation, potentielle Interaktionen und die Nierenfunktion ausschlaggebend sein. Darüber hinaus sind die Detailergebnisse der einzelnen Substanzen in den jeweiligen Zulassungsstudien zu berücksichtigen. Auch die Verfügbarkeit eines Antidots sollte bei der Auswahl des Medikamentes berücksichtigt werden. Die DOAK dürfen also keinesfalls gleich betrachtet werden. Es kristallisiert sich zunehmend eine komplizierte Differentialindikation heraus, und es sind längst noch nicht alle Fragen beantwortet.
Ein Problem mit den DOAK ist ein zu sorgloser Umgang mit diesen scheinbar leicht steuerbaren Antikoagulantien. So kritisiert Der Arzneimittelbrief einen zunehmend fehlerhaften und zu laxen Umgang mit den DOAK, der die geringen klinischen Vorteile gegenüber den Vitamin-K-Antagonisten aufheben dürfte. Häufige vermeidbare Fehler, welche zu einer schwerwiegenden Nebenwirkung führten, seien eine nicht vorhandene Indikation zur Antikoagulation (Übertherapie), die Unkenntnis oder Missachtung von Arzneimittelinteraktionen, die Behandlung mit einem für den Patienten ungeeigneten Antikoagulans oder eine falsche Dosis, eine unzuverlässige Medikamenten-Einnahme und eine unzureichende Therapieüberwachung. Weitere häufige Probleme im Zusammenhang mit den DOAK seien Schulungsdefizite bei den Patienten, Verunsicherungen durch skandalisierende Medienberichte, die Selbstmedikation mit rezeptfreien Präparaten mit Interaktionspotential, das verharmlosende Marketing der DOAK-Hersteller, welches die Vorteile über- und die Risiken untertreibt, sowie der Kontaktverlust zwischen Hausärzten und Patienten durch die fehlenden INR-Kontrollen.
Angelehnt an die Empfehlungen der Europäische Heart Rhythm Association (EHRA) wird zur Verbesserung des Therapiesicherheit mit DOAK eine strukturierte Nachsorge vorgeschlagen. Demnach soll auch bei einer Behandlung mit DOAK durch den Erstverordner ein möglichst einheitlicher Gerinnungshemmer-Ausweis bzw. Notfallpass ausgestellt werden. Die Nachsorgeintervalle und -inhalte werden wie folgt vorgegeben:
- erste Kontrollvisite ein Monat nach der Erstverordnung: Abfrage von thrombotischen, embolischen oder Blutungsereignissen; von Nebenwirkungen und Einnahmentreue; Überprüfung der Komedikation auf Interaktionen; Bewertung der Eignung des gewählten DOAK und der Dosis; Festlegung des nächsten Nachsorgetermins und von den erforderlichen Laborkontrollen. Schulung der Patienten.
- im Weiteren klinische Kontrollvisiten etwa alle 3 Monate (maximal 6 Monate), in Abhängigkeit von Patientenfaktoren wie Alter, Nierenfunktion und Begleiterkrankungen. Inhalte der Visiten wie bei der ersten Kontrolluntersuchung.

Alle Patienten mit DOAK sollen mindestens einmal jährlich eine Laborkontrolle erhalten (Nierenfunktion, Leberfunktion, Blutbild). Patienten ≥75 Jahre (besonders, wenn sie Dabigatran erhalten) sowie gebrechliche Patienten häufiger, mindestens alle 6 Monate. Niereninsuffiziente Patienten mit Kreatinin-Clearance ≤ 60 ml/min sollen x-monatlich eine Blutkontrolle erhalten, nach der Formel: x = Kreatinin-Clearance/10 (d. h. bei 30 ml/min = 3-monatlich). Zudem werden Laborkontrollen empfohlen bei allen Zuständen, die die Nieren- oder Leberfunktion beeinträchtigen können. Routinemäßige Bestimmungen von DOAK-Serumspiegeln werden nicht empfohlen.
Anders als bei den Cumarinen gibt es bei den DOAK spezifische Antidots. Für das Dabigatran ist solch ein Antidot seit November 2015 unter dem Namen Idarucizumab (Handelsname Praxbind) zugelassen. Es wirkt nur gegen Dabigatran und hebt bei lebensbedrohlichen Blutungen dessen Wirkung innerhalb weniger Minuten völlig auf. Für die Faktor Xa-Antagonisten Rivaroxaban und Apixaban wurde im Mai 2018 in den USA das rekombinante Andexanet alfa (Handelsname AndexXa) als Antidot zugelassen. In Europa wurde es im April 2019 unter der Auflage weiterer klinischer Studien zugelassen.
Sollte es unter der Therapie mit Dabigatran, Apixaban oder Rivaroxaban zu einer intrakraniellen Blutung gekommen sein, wurden folgende Maßnahmen empfohlen:
- Absetzen (bzw. Pausieren) des DOAK
- Bei Einnahme von Dabigatran oder Rivaroxaban in den letzten zwei Stunden: Gabe von Aktivkohle
- PPSB in einer Dosierung von 30 U/kg Körpergewicht
- Bei Einnahme von Rivaroxaban kommt auch die Verabreichung von aktiviertem Prothrombin-Komplex oder rekombinantem Faktor VIIa in Betracht
- Den systolischen Blutdruck unter 140 mmHg halten.[17]

### Weitere Wirkstoffe
- Fondaparinux – Handelsname Arixtra®, Faktor Xa-Hemmer zur subkutanen Anwendung
- Danaparoid – Handelsname Orgaran®
- Hirudin, ein Thrombin-Hemmstoff (wird von Blutegeln benutzt), 1884 als erstes gerinnungshemmendes Prinzip[18] entdeckt.
- Lepirudin, rekombinantes Hirudin (nicht mehr im Handel)
- Bivalirudin, aus Blutegeln gewonnenes Hirudin
- Calcium-Komplexbildner, zum Beispiel Citrat oder EDTA, die durch Bindung des Calciums (Chelat-Komplex) eine Gerinnung des Bluts verhindern. Vor allem Citratantikoagulation findet vermehrt Einsatz bei kontinuierlichen Nierenersatzverfahren. Der Vorteil ist, dass der Patient selber von der Antikoagulation ausgenommen ist, eine Gerinnungshemmung findet nur im extrakorporalen Kreislauf statt. Somit können auch Patienten behandelt werden, die kein Heparin vertragen (HIT II, SHT) oder septisch sind.
- Argatroban – Handelsname Argatra, Faktor IIa-Hemmer, zur intravenösen Verabreichung
- Otamixaban, Faktor Xa-Hemmer, zur intravenösen Verabreichung
- BC 007 (Rovunaptabin) – Ein synthetisches, 15 Nukleotide umfassendes Einzelstrang-DNA-basiertes (ssDNA) Aptamer, das sich unter den Bezeichnungen Thrombin-binding Aptamer (TBA), ARC183, GS522 und G15D in der Erforschung befindet.

## Im Labor (in vitro)
Bei der Untersuchung von Blut wird dieses mit Antikoagulanzien wie EDTA, Citrat, Ammoniumheparinat, Lithiumheparinat oder Acid-Citrate-Dextrose (ACD) versetzt, um ungeronnenes Blut untersuchen zu können. Die bei der Blutentnahme eingesetzten Blutröhrchen sind bereits mit einem dieser Antikoagulanzien bestückt. Das in ein solches, z. B. mit Citrat versetztes Röhrchen hinein abgesammelte Blutplasma wird umgangssprachlich häufig als Citratplasma bezeichnet.

## Blutverdünnung
Die umgangssprachlich als Blutverdünner bezeichneten Antikoagulanzien sind von tatsächlich blutverdünnenden Wirkstoffen, den Plasmaexpander, zu unterscheiden, da Antikoagulanzien weder die Viskosität des Blutes noch die Konzentration von Blutkörperchen und gesamtem Bluteiweiß nennenswert vermindern.
- Plasmaexpander kann man nicht als Tabletten schlucken, sie werden infundiert.
- Plasmaexpander vermindern auch die Gerinnungsfähigkeit des Blutes, das ist hier ein oftmals unliebsamer Nebeneffekt. Dieser Nebeneffekt ist je nach Stoffklasse unterschiedlich stark, abhängig davon,
  - ob er allein durch die Konzentrationsminderung von Gerinnungsfaktoren und Blutplättchen zustande kommt (Gelatinepräparate)
  - oder auch pharmakologisch bedingt ist (Stärkepräparate).
- Plasmaexpander haben zwei wesentliche Einsatzgebiete:
  - Ausgleich des Volumenmangels im Kreislauf bei großen Blutverlusten.
  - Verminderung der Viskosität bei frischen Schlaganfällen.